# Engelbert-Kaempfer-Gymnasium
Das Engelbert-Kaempfer-Gymnasium, kurz auch EKG genannt, ist eines von zwei Gymnasien in Lemgo im nordrhein-westfälischen Kreis Lippe mit einem mathematisch-naturwissenschaftlichen und musikalischen Schwerpunkt.

## Geschichte

Erster Eintrag in die Schulmatrikel 1631: Johannes Coccaes Gymnasij Lemg:

Das EKG existiert als Lateinschule bereits seit dem 13. Jahrhundert. Nachdem lange Zeit der Umzug in die Kapelle des Augustiner-Kanonessen-Klosters (Süsternhauskapelle) im Jahr 1583 als Gründungsjahr des Lemgoer Gymnasiums für Jungen begangen wurde, gilt seit 2009 der Amtsantritt von Bernhard Copius als Rektor des Gymnasiums im Jahr 1559 sowie das von ihm im selben Jahr veröffentlichte Schulprogramm als eigentliche Gründung. Seit 1605 trug es den Namen „Gymnasium Lemgoviensium“. Die (überlieferten) Einschreibungen in die Schulmatrikel begannen 1631. Erster eingetragener Schüler war Johannes Coccaes. Von 1665 stammt der handschriftliche Eintrag Engelbert Kaempfers, der an dieser Schule zwei Jahre Schüler war. Damals waren Latein, Rhetorik und Musik die wichtigsten Fächer.
Seit 1872 bezog das Gymnasium schrittweise die Gebäude des Lippehofs, eines fürstlichen Gebäudes innerhalb der Lemgoer Stadtmauern, das zuvor u. a. als Residenz für Grafen-, Fürstenwitwen und nachgeborene Söhne gedient hatte und ab 1730 von dem Grafen Christoph Ludwig zur Lippe erbaut worden war. Der Lippehof besteht aus dem Hauptgebäude, Nebengebäuden, dem Vorwerk und dem Marstall. Der Gebäudekomplex wurde im 20. Jahrhundert sowie Anfang der 2000er Jahre mehrfach saniert und umgebaut. Im westlichen Teil des Schulgeländes befinden sich der sogenannte Klassentrakt, ein massiver dreieinhalbgeschossiger Betonbau aus den 1970er Jahren, sowie die beiden Turnhallen. Die Anlage wird schließlich durch einen Neubau aus dem Jahr 1995 ergänzt. Ursprünglich war mit diesem Gebäude der Ersatz des Klassentraktes geplant, d. h. ein Weiterbau in Richtung Westen. Dies unterblieb jedoch aus Kostengründen. Diese ursprüngliche Planung ist durch einige gerüstähnliche Stahlstreben auf der Westseite des Neubaus angedeutet, die eine Unvollständigkeit der westlichen Fassade zum Ausdruck bringen sollen.
1889 wurde das Fürstentum Lippe Träger des nun staatlichen Gymnasiums. Die Regierung Drake wandelte das ursprünglich humanistische Gymnasium in den 1920er Jahren in ein stärker die modernen Fremdsprachen und die Naturwissenschaften berücksichtigendes Reform-Real-Gymnasium um. Der neue sozialdemokratische Schulleiter Ulrich Walter wurde im März 1933 von den Nationalsozialisten aus dem Dienst entlassen. Von 1951 bis 1973/76 besaß es einen mathematisch-naturwissenschaftlichen sowie einen neusprachlichen Zweig.
1938 erhielt das Gymnasium im Rahmen der Engelbert-Kaempfer-Ehrung den Namen desselben. Auf Initiative des Gauamtsleiters Walter Steinecke und unter Schirmherrschaft des Reichsleiters Alfred Rosenberg fanden diese Festtage erstmals 1937 statt. Engelbert Kaempfer wurde als ‚großer Deutscher‘ heroisiert. 1938 – im Rahmen der 2. Engelbert-Kaempfer-Ehrung – übergab der Oberschulrat Wollenhaupt dem Lemgoer Jungen-Gymnasium den Namen „Engelbert-Kaempfer-Schule“.  Die Stadt Lemgo, ihr Bürgermeister Wilhelm Gräfer, lippische NSDAP-Funktionäre und der Festredner, Lehrer und Heimatforscher Karl Meier würdigten damit nicht nur den lange Zeit vergessenen Engelbert Kaempfer, sondern strebten auch eine Vorbildrolle für die Schüler an.
1970 wurde unter dem Schulleiter Wolfgang Ulrich die Koedukation eingeführt. Seitdem lernen Jungen und Mädchen gemeinsam.

## Lernangebote und Kooperationen
Das Gymnasium ist durch den Verein MINT-EC als mathematisch-naturwissenschaftliches Excellence-Center zertifiziert. Es besteht eine Kooperation im Bereich Gentechnologie mit der Universität Bielefeld. Auf dem Dach des Neubaus betreibt die Schule zusammen mit den Stadtwerken Lemgo eine Photovoltaikanlage. Auch gibt es eine Klasse mit musischem Schwerpunkt (Bläserklasse).
Als Unterrichtsfächer werden im sprachlich-literarischen Fachbereich auch Spanisch und Japanisch angeboten. Zudem gibt es eine Japan-AG.
In der Sekundarstufe II kooperiert man mit dem zweiten Lemgoer Gymnasium, dem Marianne-Weber-Gymnasium, um eine breite Fächerwahl sicherzustellen.

## Auszeichnungen
- 4. Platz – Siemens Award für MINT-EC-Schulen 2004.
- 14 Bundessieger – Känguru der Mathematik 2005
- Schule ohne Rassismus – Schule mit Courage, Pate ist Volker Zerbe[14]
- Verantwortungspartnerschaft für die Förderung der „Guten Gesunden Schule“

## Bekannte Schülerinnen und Schüler
- Anton Günther Billich (1599–1640), Arzt und chemiatrischer Fachschriftsteller
- Engelbert Kaempfer (1651–1716), deutscher Arzt und Weltreisender
- Anton Wilhelm Böhme (1673–1722), deutscher Prediger und Schriftsteller
- Heinrich Ludwig Willibald Barckhausen (1742–1813), Jurist und Stadtpräsident von Halle
- Rudolf Müller (1876–1933), Jurist, Präsident des Landgerichts Detmold
- Rudolf Lohmann (1891–1967), Unternehmer und Arbeitgebervertreter[15]
- Ernst Pethig (1892–1956), deutscher Architekt und Maler
- Irmela Wendt (1916–2012), deutsche Kinderbuchautorin und Übersetzerin
- Egon Katz (1916–2013), jüdischer Emigrant
- Heinrich Schnitger (1925–1964), Mediziner, Erfinder der Kolbenhubpipette
- Rüdiger Klessmann (1927–2020), Kunsthistoriker, Direktor des Herzog Anton Ulrich-Museums
- Peter Wende (1936–2017), deutscher Historiker
- Peter Johanek (* 1937), deutscher Historiker
- Volkhard Brandes (1939–2020), Verleger
- Gerhard Stamer (* 1939),  Philosoph
- Reiner Steinweg (* 1939), Friedens- und Konfliktforscher
- Jürgen Richter (* 1941), ehem. Vorstandsvorsitzender Axel Springer AG
- Hans J. Kleinsteuber (1943–2012), Politik- und Medienwissenschaftler
- Friedrich Brakemeier (* 1943), deutscher Jurist und Politiker (SPD)
- Elmar Buck (1945–2025), deutscher Theater- und Filmwissenschaftler
- Nikolaus Risch (* 1949), deutscher Chemiker
- Rudolf Stichweh (* 1951), deutscher Soziologe
- Hans-Ulrich Krüger (* 1952), deutscher Politiker (SPD)
- Heinrich Detering (* 1959), deutscher Literaturwissenschaftler
- Volker Zerbe (* 1968), ehemaliger deutscher Handballspieler und späterer Handballfunktionär
- Matthias Blübaum (* 1997), Schachgroßmeister

## Schulleiter und Schulleiterinnen
- Bernhard Copius (1559)

…

…
- Friedrich Naber (1901–1908)
- Hermann Schurig (1911–1927)[16]
- Ulrich Walter (1927–1929; 1945–1948)[16]
- Weißbrodt (1929–1933)[16]
- Max Hobinder (1933–1937)[16]
- Beyer (1937–1945)[16]
- Ernst Werner (1949–1957)[17]
- Wilhelm Kemper (1959–1969)[16]
- Wolfgang Ulrich (1970–1996)[16]
- Friedrich-Wilhelm Berkenkamp (1996–2001)
- Friedrich-Wilhelm Bratvogel (2001–2015)[18]
- Bärbel Fischer (seit 2015)